# Уиттимор, Томас
Томас Уиттимор (англ. Thomas Whittemore, 2 января 1871, Кембридж, Массачусетс — 8 июня 1950) — американский археолог, основатель Византийского института Америки.

## Биография
Получил бакалавра английской литературы в Тафтском колледже. Преподавал в Нью-Йоркском и Колумбийском университетах. С 1911 года до конца жизни — американский представитель в Обществе исследования Египта.
В 1915—1916 годах 8 месяцев провёл в России. Член «Татьянинского комитета». Сыграл большую роль в жизни молодого поколения русской эмиграции 1920-х годов, учредив большое количество стипендий для русских студентов за рубежом. Стипендии эти распределялись Комитетом по обеспечению высшего образования русскому юношеству за рубежом, возглавлявшимся М. М. Фёдоровым. Среди стипендиатов Уиттимора был Вадим Андреев, позднее описавший встречи с Уиттимором в автобиографической повести «Возвращение в жизнь». В 1930 году при помощи Уиттимора, американским промышленником Крейном были куплены колокола Данилова монастыря.
В 1930 году основал Византийский институт Америки. Благодаря близкому знакомству с Ататюрком смог получить разрешение турецкого правительства на раскрытие и восстановление мозаик Софийского собора в Константинополе.